# Разбегаевка (Свердловский район)
Разбегаевка — деревня в Свердловском районе Орловской области. Входит в состав Котовского сельского поселения.

## География
Деревня примыкает по автодороге к северной окраине двух посёлков: райцентра Змиёвка и Морозовский.
Уличная сеть представлена единственным объектом: ул. Северная.
Географическое положение
в 1 км от административного центра — посёлка городского типа Змиёвка и около 45 км до областного центра — города Орёл.

## Население
| 2002 | 2010 |
| ---- | ---- |
| 505  | ↘479 |

## Транспорт
Проходит автодорога Р119 Орёл—Ливны—Елец—Липецк—Тамбов.
Ближайшая железнодорожная станция — Змиёвка находится в райцентре Змиёвка.